# 潘火街道
潘火街道是中国浙江省宁波市鄞州区一个街道，因潘火桥而得名:179。

## 历史
唐朝时属鄮县，宋朝时属鄞县万龄手界乡，明朝时属手界乡赤城里，清乾隆时属老界乡赤城里和手界乡赤城里，清宣统三年（1911年）属高嘉乡、同善乡，1949年5月属高嘉乡，1950年5月改为潘火乡，1958年10月改为东风（邱隘）人民公社潘火管理区、泗港管理区，1961年6月改为潘火公社，1983年6月改为潘火乡，1984年1月仇毕村、矮柳村划归江东区东郊乡:21，1992年5月下应乡、潘火乡合并为下应镇，2003年5月撤镇设立下应街道:179，2010年11月设立潘火管委会（投创中心）托管下应街道鄞县大道以北辖区，2012年7月在该辖区内设立潘火街道。

## 行政区划
潘火街道下辖以下辖以下地区：：
东莺社区、雅苑社区、紫郡社区、东南社区、同欣社区、世纪社区、尚诚社区、星苑社区、殷家社区、潘火桥社区、金桥花园社区、金谷社区、东方丽都社区、宜家社区、海璟园社区、香园社区、王家弄社区、晴江社区和投资创业中心社区。